# The Gentleman Misbehaves
Pour plus de détails, voir Fiche technique et Distribution.
The Gentleman Misbehaves est un film américain réalisé par George Sherman, sorti en 1946.

## Fiche technique
- Titre : The Gentleman Misbehaves
- Réalisation : George Sherman
- Scénario : Robert Wyler, Richard Weil et John B. Clymer
- Photographie : Philip Tannura
- Montage : Gene Havlick
- Société de production : Columbia Pictures
- Pays d'origine : États-Unis
- Format : Noir et blanc - 1,37:1
- Genre : comédie musicale
- Durée : 74 minutes
- Date de sortie : 1946

## Distribution
- Bob Haymes (en) : Edgar Raleigh
- Osa Massen : Chincilla
- Hillary Brooke : Nina Mallory
- Frank Sully : chauffeur de taxi
- Dusty Anderson : Marian Rand
- Shemp Howard : Marty
- Sheldon Leonard : Trigger Stazzi
- Jimmy Lloyd (en) : Jimmy Drake